# 卢琇
卢琇（？—？），范阳涿（今河北省涿州市）人，北魏幽州别驾卢辅之子。

## 生平
卢琇年少时多次说大话，经常说：“我可以做到公侯。”魏孝明帝时期，卢琇才官至都水使者，他的弟弟卢同请求降低自己二等官阶授予卢琇，卢琇因此被任命为安州刺史，当时的舆论都称道卢同。

## 家族

### 曾祖
- 卢昭，后燕仆射

### 父亲
- 卢辅，北魏幽州别驾

### 兄弟
- 卢静，北魏太常丞
- 卢璧，北魏下邳郡太守
- 卢同，北魏侍中、骠骑将军、左光禄大夫、仪同三司、章武孝穆伯